# Gare de Wakayamashi
La gare de Wakayamashi (和歌山市駅, Wakayamashi-eki) est une gare ferroviaire de la ville de Wakayama dans la préfecture éponyme au Japon. La gare est gérée par les compagnies Nankai et JR West.

## Situation ferroviaire
La gare de Wakayamashi marque la fin des lignes principales Nankai et Kisei. Elle marque le début de la ligne Nankai Wakayamakō.

## Histoire
La gare est inaugurée le 21 mars 1903.

## Services aux voyageurs

### Accès et accueil
La gare dispose d'un bâtiment voyageurs, avec guichet, ouvert tous les jours.

### Desserte

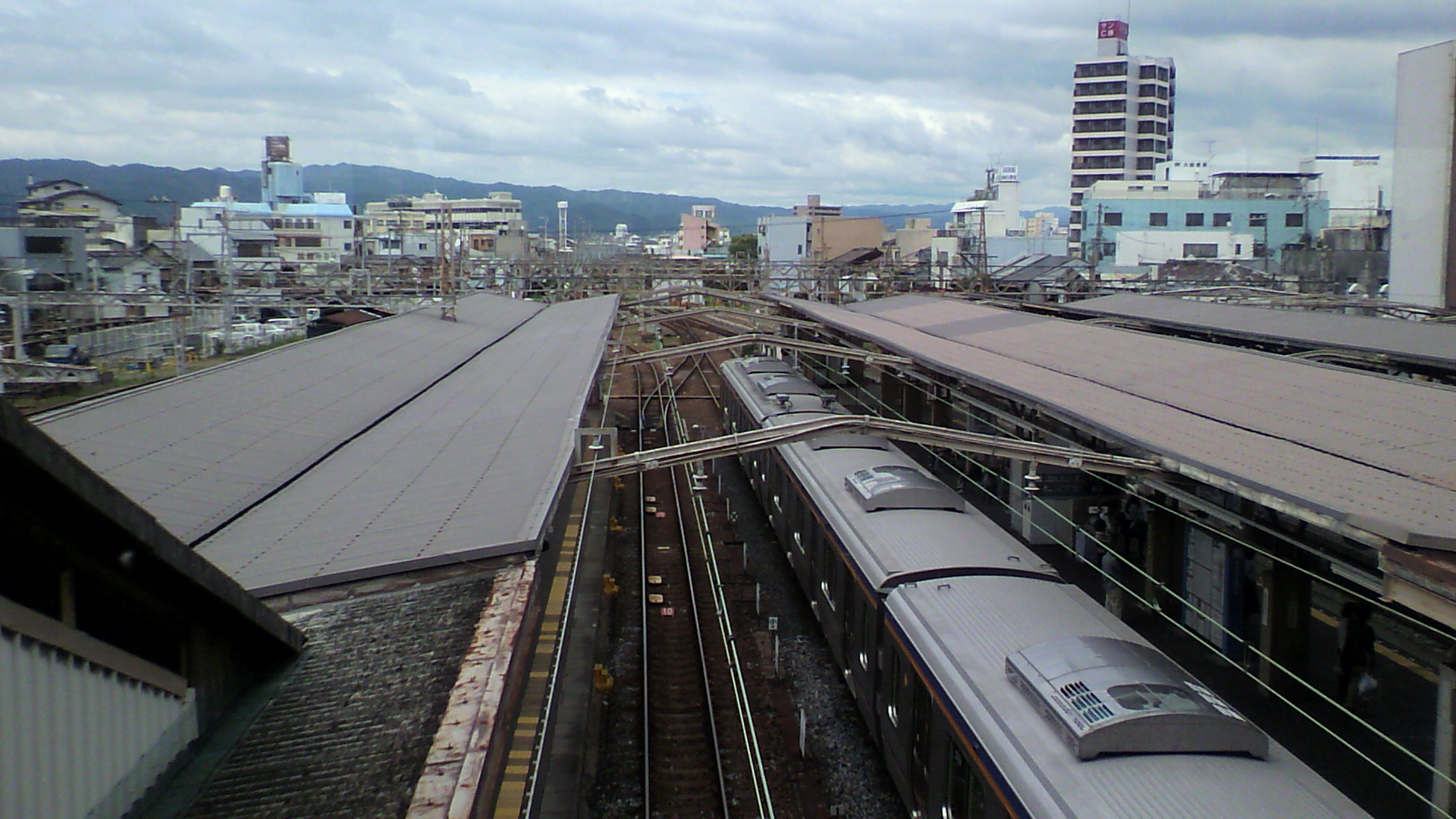
Vue des voies

#### JR West
- Ligne principale Kisei :
  - voie 2 : direction Wakayama

#### Nankai
- Ligne Kada :
  - voie 3 : direction Kada
- Ligne principale Nankai :
  - voies 4 à 6 : direction Namba
- Ligne Wakayamakō :
  - voies 4, 5 et 7 : direction Wakayamakō